# Albiorix (satélite)
Albiorix es una luna irregular de Saturno descubierta en 2000 por Holman y sus colegas. recibió la designación temporal S/2000 S 11. Albiorix es el miembro más grande del Grupo Galo de satélites irregulares.

## Descripción
Albiorix es el tercer satélite irregular más grande de Saturno, tiene un diámetro de 32 km y orbita a una distancia de 16.182.000 km de Saturno.
Fue nombrado en agosto de 2003 para Albiorix, "un gigante Galo que era considerado el rey del mundo", también conocido como Teutates. El nombre se conoce por una inscripción encontrada cerca de la ciudad francesa de Sablet que lo identifica con el dios romano Marte (un interpretatio romana).
Dada la similitud de los elementos orbitales y la homogeneidad de las características físicas de este satélite con los otros miembros del grupo Gallic se ha postulado que todos ellos podrían provenir de la fragmentación de un satélite mayor.
La variación en su coloración recientemente descubierta sugiere la posibilidad de la presencia de un gran cráter, lo que lleva a una hipótesis alternativa según la cual los satélites Tarvos y Erriapo podrían ser fragmentos de Albiorix, arrancados en la colisión con otro cuerpo.